# Republic Plaza
Republic Plaza es un rascacielos de 66 plantas y 280 metros (919 pies) en Singapur, finalizó en 1996.  
Comparte el título de edificio más alto con el OUB Centre y UOB Plaza One. Incorpora características a prueba de terremotos a pesar de estar relativamente lejos de las zonas sísmicas.
La entrada principal a la torre se encuentra en la calle D'Almeida. El edificio fue diseñado para maximizar el espacio. Por lo tanto, una forma simple cuadrada con esquinas biseladas en la base se adoptó para el diseño de la torre. La torre se estrecha a medida que asciende, formando algunos de los elementos triangulares, para reducir golpes debido a los fuertes vientos y mejorar la carga de viento. Como en muchas otras torres, consta de un núcleo central que contiene las funciones básicas tales como escaleras de emergencia y ascensores, envuelto por espacio de oficinas alquilables.

## Arquitectura
- La torre gira 45 grados desde el eje de la planta baja para mantener la vista al mar desde las plantas superiores.
- El edificio tiene 15 ascensores dobles verticales.
- La torre fue diseñada para reflejar una influencia oriental sutil.
- El vestíbulo principal es de cuatro pisos de alto, con acabado en granito pulido y cerámica.
- El vestíbulo está enmarcado por columnas rellenas de hormigón y acero tubular.

## Datos y cifras
- La torre se elevó rápidamente a pesar de complicaciones que incluyeron construcciones de una línea del Metro de Singapur junto a las instalaciones, los edificios de importancia histórica cercana, así como rocas naturales y pilas de metro abandonada.
- La torre fue construida con un Pozo de cimentación de 900 pilotes.
- La construcción fue terminada en menos de dos años.
- Un total de 8.600 toneladas de acero estructural y 31.000 metros cúbicos de hormigón fueron utilizados.
- Después de caer la noche, solo la tapa superior de cristal es visible cuando es iluminado desde dentro.
- Espacio de Oficina Alquilable: 769.388 pies cuadrados (71,478.5 m²)
- Espacio Comercial Alquilable: 18.483 m² (1,717.1 m²)

### Imágenes

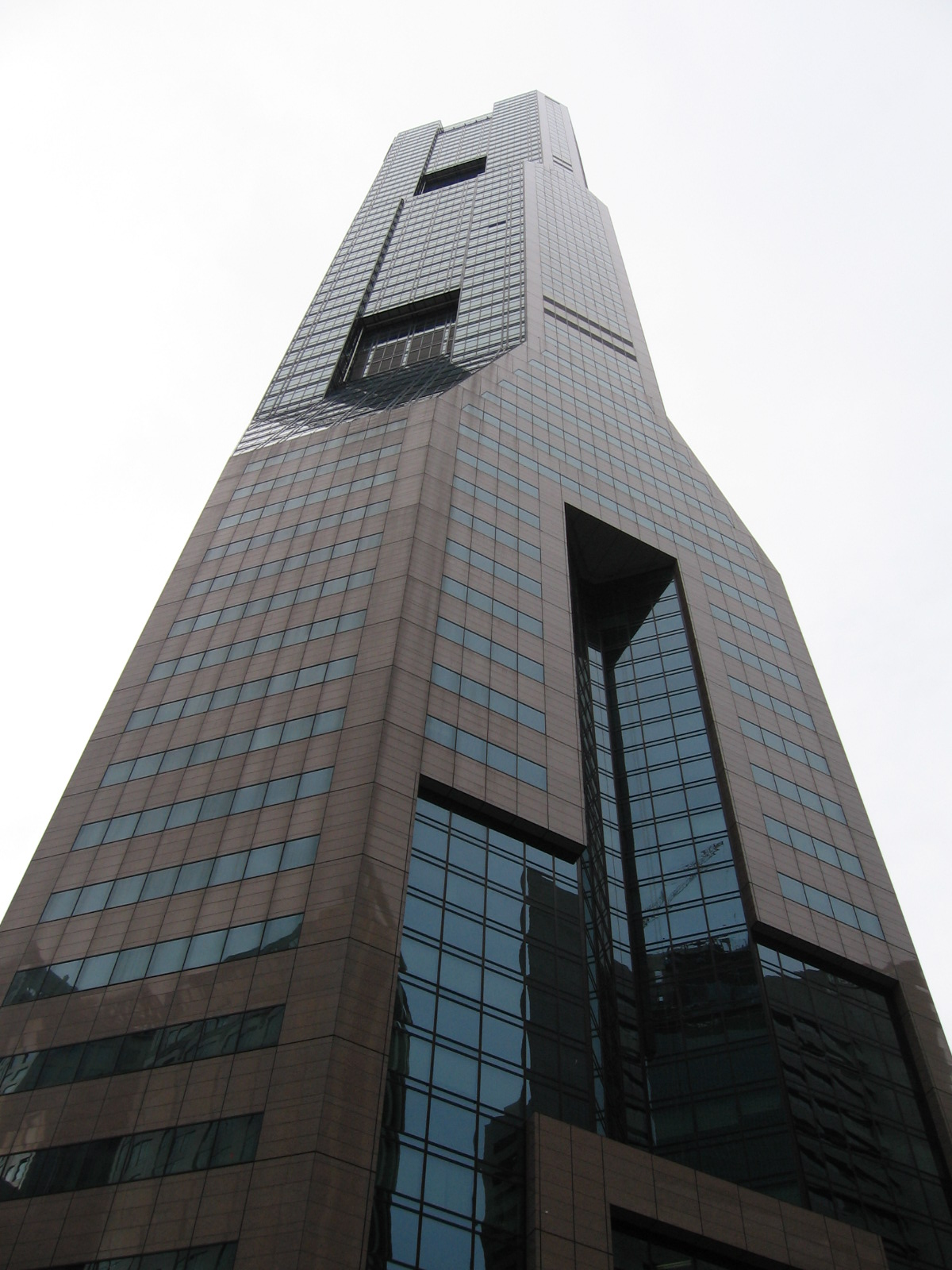
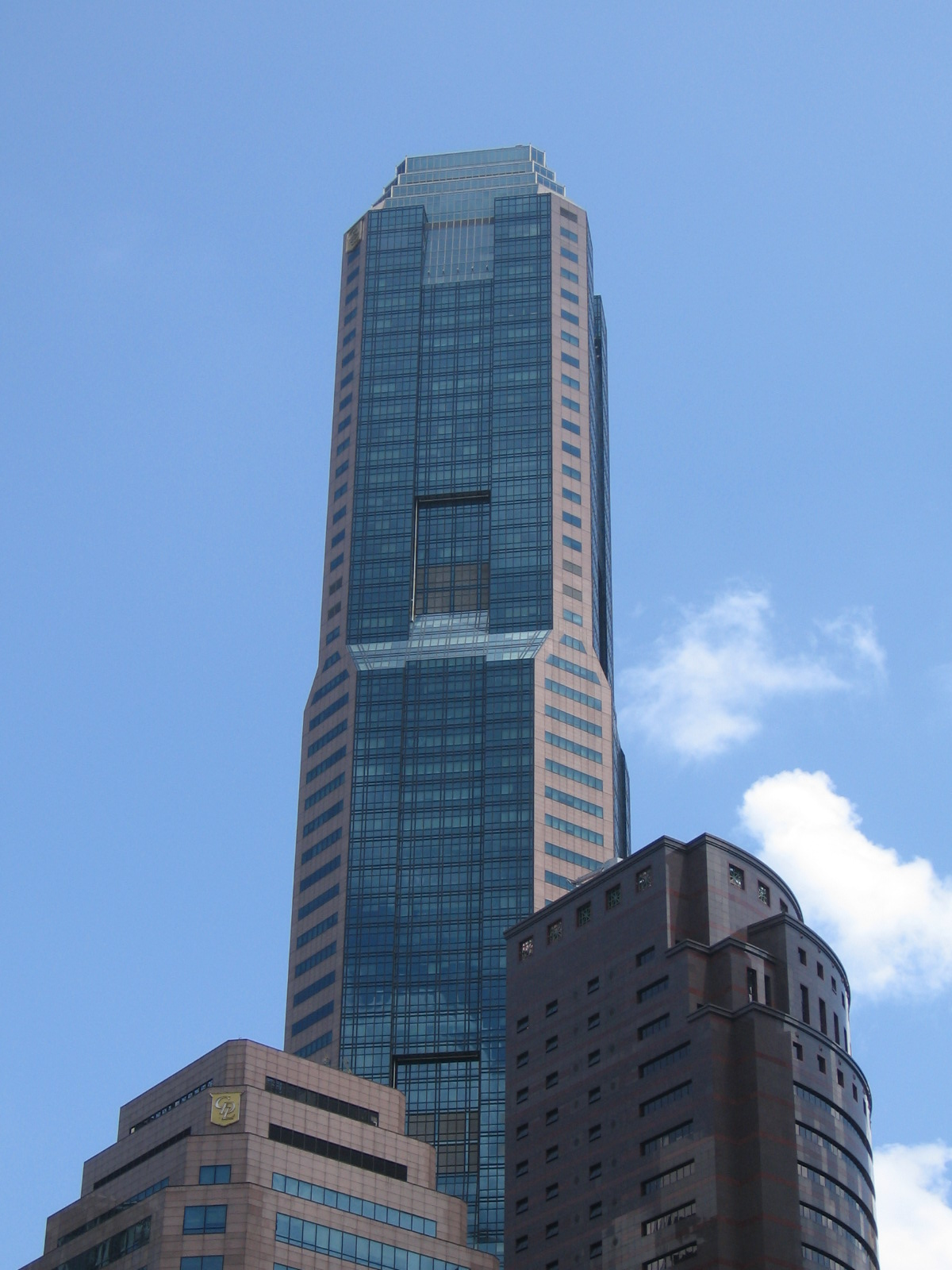